# アブアンペア
アブアンペア（abampere, 記号: abA）は、電流の単位。CGS電磁単位系 (CGS-emu) における基本単位の一つであるが、当初は固有の名称が与えられておらず、他の多くの物理量と同様に[emu]を付して表されていた。
1[emu]の電流とは、「真空中に1センチメートルの間隔で同じ大きさの電流が流れているとき、両者の間に働く力が1センチメートルにつき2ダインであるときの電流」と定義される。
このように定められた「絶対単位」に対し、「実用単位」として、絶対単位の 1/10 の大きさが1アンペアと定義された。「アブアンペア」という名称は、アンペアに対応する絶対単位(absolute unit)という意味で、後になって与えられたものである。さらにCGS電磁単位系を4元化した一般化CGS電磁単位系では、ジャン＝バティスト・ビオにちなんだビオ（biot, 記号: Bi）という固有の名称が与えられている。
国際単位系(SI)では、このとき定められた実用単位アンペアの大きさが変わらないように定義し直されているため、「2×10−7 N」といった、一見不自然な値が用いられることになる。
アブアンペアとCGS単位系の基本単位・組立単位から、以下の単位を組み立てることができる。
| 名称                                     | 量             | 定義 | SI      |
| ---------------------------------------- | -------------- | --- | ------- |
| アブクーロン (abC)                       | 電荷           | 1アブアンペアの電流が1秒(s)の間に運ぶ電荷 (abA·s)                                                                         | 10 C    |
| アブボルト (abV)                         | 電圧・電位差   | 1アブクーロンの電荷を運ぶのに1エルグ(erg)の仕事を必要とする電位差 (erg/abC)                                               | 10−8 V  |
| アブオーム (abΩ)                         | 電気抵抗       | 1アブボルトの電圧をかけたときに1アブアンペアの電流が流れる電気抵抗 (abV/abA)                                              | 10−9 Ω  |
| アブワット (abW)                         | 電力           | 1アブボルトの電圧をかけたときに1アブアンペアの電流が流れる回路が消費する電力 (abV·abA)                                    | 10−7 W  |
| アブファラド (abF)                       | 静電容量       | 1アブクーロンの電気量を充電したときに1アブボルトの電圧を生ずる二導体間の静電容量 (abC/abV)                                | 109 F   |
| アブヘンリー (abH)                       | インダクタンス | 1秒間に1アブアンペアの割合で変化する直流の電流が流れるときに1アブボルトの起電力を生ずる閉回路のインダクタンス (abV·s/abA) | 10−9 H  |
| アブウェーバ (abWb) （マクスウェル(Mx)） | 磁束           | 1アブボルトの誘導起電力を生じるのに必要な1秒あたりの磁束の変化量 (abV·s)                                                  | 10−8 Wb |
| アブテスラ (abT) （ガウス(G)）           | 磁束密度       | 1平方センチメートルにつき1アブウェーバの磁束密度 (abWb/cm2)                                                               | 10−4 T  |